# لشکر ۶ زرهی (بریتانیا)
لشکر ۶ زرهی بریتانیا (انگلیسی: 6th Armoured Division) لشکر زرهی نیروی زمینی بریتانیا بود، که در سال ۱۹۴۰ تأسیس شد و در سال ۱۹۵۸ منحل گردید.
این لشکر در ۱۲ سپتامبر ۱۹۴۰ به عنوان بخشی از فرماندهی شمالی تشکیل شد و تحت فرماندهی جان کراکر، به عنوان بخشی از تقویت ارتش بریتانیا پس از تخلیه دانکرک، قرار گرفت. این لشکر شامل تیپ‌های زرهی ۲۰ و ۲۶ و گروه پشتیبانی ششم بود، اما در آوریل ۱۹۴۲ تیپ زرهی ۲۰ عقب‌نشینی کرد و تیپ ۳۸ (ایرلندی) جایگزین آن شد و در ژوئن تیپ پشتیبانی ششم نیز عقب‌نشینی کرد.
در نوامبر ۱۹۴۲، این لشکر در عملیات مشعل - حمله به شمال آفریقا - شرکت کرد و سپس به عنوان بخشی از ارتش اول بریتانیا در نبرد تونس جنگید. در فوریه ۱۹۴۳، این لشکر پس از شکست در نبرد گذرگاه کاسرین برای تقویت نیروهای آمریکایی اعزام شد و در ماه مارس، این لشکر تابع سپاه نهم بریتانیا شد و به تانک‌های ام۴ شرمن مجهز گردید. این لشکر در ماه مه ۱۹۴۳ حمله نهایی ارتش اول را رهبری کرد که به تونس نفوذ کرد. لشکر ۶ زرهی تسلیم لشکر معروف نودم سبک را به عنوان بخشی از تسلیم تمام نیروهای محور در شمال آفریقا در ماه مه ۱۹۴۳ پذیرفت.
این لشکر سپس به عنوان بخشی از ارتش هشتم بریتانیا در نبردهای مختلف در جبهه ایتالیا، از جمله نبرد مونته کاسینو، عملیات دیادم، خط گوتیک و حمله بهاری متفقین در شمال ایتالیا، تا زمان تسلیم نیروهای آلمانی در ایتالیا در ۲ مه ۱۹۴۵، جنگید.